# Ungdomseuropamästerskapet i volleyboll för flickor 2013
Ungdomseuropamästerskapet i volleyboll för flickor 2013 var den tionde upplagan av ungdomseuropamästerskapet i volleyboll för flickor och utspelade sig mellan 29 mars och 7 april 2013 i Bar, Montenegro och Kladovo, Serbien. I turneringen deltog 12 landslag från CEVs medlemsförbund. Polen vann tävlingen för första gången genom att besegra Italien i finalen. Anastasia Guerra utsågs till mest värdefulla spelare, medan Anthī Vasilantōnakī var främsta poängvinnare.

## Arenor
|                                           |                                                 |
|                                           |                                                 |
| Topolica Stad: Bar Kapacitet: - Invigd: - | SRC Jazero Stad: Kladovo Kapacitet: - Invigd: - |

## Regelverk
De tolv lagen delades in i två grupper. Efter gruppspelet gick de två första i varje grupp vidare till semifinale, medan den tredje och fjärde lagen i varje grupp gick vidare till spel om plats 5-8.

## Deltagande lag
| Lag               | Turnering       | Deltog senast      |
| ----------------- | --------------- | ------------------ |
| Frankrike U18     | 1:a kvalgrupp E | Tjeckien 2007      |
| Tyskland U18      | 1:a kvalgrupp B | Turkiet 2011       |
| Grekland U18      | 2:a kvalgrupp E | Turkiet 2011       |
| Italien U18       | 1:a kvalgrupp A | Turkiet 2011       |
| Montenegro U18    | Värdland        | Debut              |
| Nederländerna U18 | 2:a kvalgrupp D | Nederländerna 2009 |
| Polen U18         | 1:a kvalgrupp C | Turkiet 2011       |
| Tjeckien U18      | 2:a kvalgrupp B | Turkiet 2011       |
| Ryssland U18      | 2:a kvalgrupp A | Nederländerna 2009 |
| Serbien U18       | Värdland        | Turkiet 2011       |
| Slovenien U18     | 1:a kvalgrupp D | Turkiet 2011       |
| Turkiet U18       | Mästare 2011    | Turkiet 2011       |

## Grupper
| Grupp A                                                                                | Grupp B                                                                                     |
| -------------------------------------------------------------------------------------- | ------------------------------------------------------------------------------------------- |
| Grekland U18 · Italien U18 · Montenegro U18 · Polen U18 · Tjeckien U18 · Slovenien U18 | Frankrike U18 · Tyskland U18 · Nederländerna U18 · Ryssland U18 · Serbien U18 · Turkiet U18 |

## Första fasen

### Grupp A -Bar

#### Resultat
| Datum    | Mellan                         | Resultat | Set   | Set   | Set   | Set   | Set   | Poäng totalt | Speltid | Åskådare |
| Datum    | Mellan                         | Resultat | 1     | 2     | 3     | 4     | 5     | Poäng totalt | Speltid | Åskådare |
| -------- | ------------------------------ | -------- | ----- | ----- | ----- | ----- | ----- | ------------ | ------- | -------- |
| 30-03-13 | Polen U18 - Slovenien U18      | 3 - 2    | 25:19 | 12:25 | 22:25 | 25:20 | 15:12 | 99 - 101     | 2h:03   | 300      |
| 30-03-13 | Italien U18 - Grekland U18     | 3 - 0    | 25:21 | 25:19 | 25:22 |       |       | 75 - 62      | 1h:17   | 300      |
| 30-03-13 | Montenegro U18 - Tjeckien U18  | 1 - 3    | 17:25 | 25:15 | 13:25 | 25:27 |       | 80 - 92      | 1h:42   | 2.000    |
| 31-03-13 | Polen U18 - Italien U18        | 2 - 3    | 27:25 | 25:16 | 16:25 | 23:25 | 6:15  | 97 - 106     | 1h:57   | 200      |
| 31-03-13 | Slovenien U18 - Tjeckien U18   | 3 - 1    | 19:25 | 25:13 | 25:13 | 26:24 |       | 95 - 75      | 1h:42   | 250      |
| 31-03-13 | Grekland U18 - Montenegro U18  | 3 - 1    | 25:23 | 14:25 | 25:20 | 25:10 |       | 89 - 78      | 1h:37   | 850      |
| 01-04-13 | Italien U18 - Slovenien U18    | 3 - 0    | 25:11 | 25:14 | 25:20 |       |       | 75 - 45      | 1h:08   | 150      |
| 01-04-13 | Tjeckien U18 - Grekland U18    | 3 - 1    | 25:21 | 20:25 | 29:27 | 26:24 |       | 100 - 97     | 1h:56   | 200      |
| 01-04-13 | Montenegro U18 - Polen U18     | 1 - 3    | 20:25 | 14:25 | 25:22 | 13:25 |       | 72 - 97      | 1h:39   | 750      |
| 03-04-13 | Slovenien U18 - Grekland U18   | 2 - 3    | 25:20 | 25:14 | 15:25 | 18:25 | 10:15 | 93 - 99      | 1h:58   | 150      |
| 03-04-13 | Polen U18 - Tjeckien U18       | 3 - 1    | 23:25 | 25:13 | 25:18 | 27:25 |       | 100 - 81     | 1h:46   | 150      |
| 03-04-13 | Italien U18 - Montenegro U18   | 3 - 0    | 25:10 | 25:15 | 25:9  |       |       | 75 - 34      | 1h:01   | 600      |
| 04-04-13 | Grekland U18 - Polen U18       | 3 - 1    | 27:25 | 28:26 | 9:25  | 25:21 |       | 89 - 97      | 1h:46   | 100      |
| 04-04-13 | Tjeckien U18 - Italien U18     | 0 - 3    | 16:25 | 19:25 | 17:25 |       |       | 52 - 75      | 1h:05   | 250      |
| 04-04-13 | Montenegro U18 - Slovenien U18 | 0 - 3    | 7:25  | 9:25  | 9:25  |       |       | 25 - 75      | 0h:53   | 550      |

#### Sluttabell
| Pos | Lag            | Poäng | Matcher | Matcher | Matcher   | Set   | Set       | Kvot  | Poäng | Poäng     | Kvot  |
| Pos | Lag            | Poäng | Spelade | Vunna   | Förlorade | Vunna | Förlorade | Kvot  | Vunna | Förlorade | Kvot  |
| --- | -------------- | ----- | ------- | ------- | --------- | ----- | --------- | ----- | ----- | --------- | ----- |
| 1   | Italien U18    | 14    | 5       | 5       | 0         | 15    | 2         | 7.500 | 406   | 290       | 1.400 |
| 2   | Polen U18      | 9     | 5       | 3       | 2         | 12    | 10        | 1.200 | 490   | 449       | 1.091 |
| 3   | Grekland U18   | 8     | 5       | 3       | 2         | 10    | 10        | 1.000 | 436   | 443       | 0.984 |
| 4   | Slovenien U18  | 8     | 5       | 2       | 3         | 10    | 10        | 1.000 | 409   | 373       | 1.096 |
| 5   | Tjeckien U18   | 6     | 5       | 2       | 3         | 8     | 11        | 0.727 | 400   | 447       | 0.894 |
| 6   | Montenegro U18 | 0     | 5       | 0       | 5         | 3     | 15        | 0.200 | 289   | 428       | 0,.75 |

### Grupp B -Kladovo

#### Resultat
| Datum    | Mellan                            | Resultat | Set   | Set   | Set   | Set   | Set   | Poäng totalt | Speltid | Åskådare |
| Datum    | Mellan                            | Resultat | 1     | 2     | 3     | 4     | 5     | Poäng totalt | Speltid | Åskådare |
| -------- | --------------------------------- | -------- | ----- | ----- | ----- | ----- | ----- | ------------ | ------- | -------- |
| 29-03-13 | Ryssland U18 - Tyskland U18       | 2 - 3    | 23:25 | 23:25 | 28:26 | 25:20 | 13:15 | 109 - 111    | 2h:13   | 40       |
| 29-03-13 | Turkiet U18 - Frankrike U18       | 3 - 1    | 25:22 | 18:25 | 25:21 | 25:22 |       | 93 - 90      | 1h:53   | 60       |
| 29-03-13 | Serbien U18 - Nederländerna U18   | 3 - 1    | 18:25 | 25:12 | 25:22 | 25:11 |       | 93 - 70      | 1h:34   | 200      |
| 30-03-13 | Ryssland U18 - Turkiet U18        | 1 - 3    | 13:25 | 25:21 | 18:25 | 20:25 |       | 76 - 96      | 1h:45   | 100      |
| 30-03-13 | Tyskland U18 - Nederländerna U18  | 1 - 3    | 20:25 | 21:25 | 25:19 | 23:25 |       | 89 - 94      | 1h:48   | 100      |
| 30-03-13 | Frankrike U18 - Serbien U18       | 0 - 3    | 15:25 | 22:25 | 22:25 |       |       | 59 - 75      | 1h:18   | 450      |
| 31-03-13 | Turkiet U18 - Tyskland U18        | 3 - 1    | 23:25 | 25:23 | 25:15 | 25:21 |       | 98 - 84      | 1h:48   | 60       |
| 31-03-13 | Nederländerna U18 - Frankrike U18 | 3 - 1    | 25:18 | 23:25 | 25:21 | 25:20 |       | 98 - 84      | 1h:44   | 200      |
| 31-03-13 | Serbien U18 - Ryssland U18        | 3 - 1    | 22:25 | 25:19 | 25:14 | 25:22 |       | 97 - 80      | 1h:47   | 750      |
| 02-04-13 | Tyskland U18 - Frankrike U18      | 3 - 1    | 28:26 | 25:19 | 22:25 | 25:13 |       | 100 - 83     | 1h:52   | 150      |
| 02-04-13 | Ryssland U18 - Nederländerna U18  | 3 - 1    | 18:25 | 25:19 | 25:18 | 25:14 |       | 93 - 76      | 1h:40   | 150      |
| 02-04-13 | Turkiet U18 - Serbien U18         | 3 - 0    | 25:18 | 25:19 | 25:23 |       |       | 75 - 60      | 1h:16   | 800      |
| 03-04-13 | Frankrike U18 - Ryssland U18      | 1 - 3    | 25:20 | 17:25 | 15:25 | 19:25 |       | 76 - 95      | 1h:38   | 40       |
| 03-04-13 | Nederländerna U18 - Turkiet U18   | 0 - 3    | 17:25 | 23:25 | 15:25 |       |       | 55 - 75      | 1h:19   | 100      |
| 03-04-13 | Serbien U18 - Tyskland U18        | 2 - 3    | 18:25 | 12:25 | 26:24 | 27:25 | 7:15  | 90 - 114     | 2h:03   | 500      |

#### Sluttabell
| Pos | Lag               | Poäng | Matcher | Matcher | Matcher   | Set   | Set       | Kvot  | Poäng | Poäng     | Kvot   |
| Pos | Lag               | Poäng | Spelade | Vunna   | Förlorade | Vunna | Förlorade | Kvot  | Vunna | Förlorade | Kvot   |
| --- | ----------------- | ----- | ------- | ------- | --------- | ----- | --------- | ----- | ----- | --------- | ------ |
| 1   | Turkiet U18       | 15    | 5       | 5       | 0         | 15    | 3         | 5.000 | 437   | 365       | 1.1973 |
| 2   | Serbien U18       | 10    | 5       | 3       | 2         | 11    | 8         | 1.375 | 415   | 398       | 1.042  |
| 3   | Tyskland U18      | 7     | 5       | 3       | 2         | 11    | 11        | 1.000 | 498   | 474       | 1.050  |
| 4   | Ryssland U18      | 7     | 5       | 2       | 3         | 10    | 11        | 0.909 | 453   | 456       | 0.993  |
| 5   | Nederländerna U18 | 6     | 5       | 2       | 3         | 8     | 11        | 0.727 | 393   | 434       | 0.905  |
| 6   | Frankrike U18     | 0     | 5       | 0       | 5         | 4     | 15        | 0.266 | 392   | 461       | 0.850  |

## Slutspelsfasen -Bar

### Spel om plats 1-4
|  | Semifinaler | Semifinaler |           |             | Final               | Final               |  |
|  |             |             |           |             |                     |                     |  |
|  | Italien U18 | 3           |           |             |                     |                     |  |
|  | Italien U18 | 3           |           |             |                     |                     |  |
|  | Serbien U18 | 1           |           |             |                     |                     |  |
|  | Serbien U18 | 1           |           | Italien U18 | 2                   |                     |  |
|  |             |             |           | Italien U18 | 2                   |                     |  |
|  |             |             | Polen U18 | 3           |                     |                     |  |
|  | Turkiet U18 | 2           | Polen U18 | 3           |                     |                     |  |
|  | Turkiet U18 | 2           |           |             |                     |                     |  |
|  | Polen U18   | 3           |           |             | Match om tredjepris | Match om tredjepris |  |
|  | Polen U18   | 3           |           |             |                     |                     |  |
|  |             |             |           |             |                     |                     |  |
|  |             |             |           |             | Serbien U18         | 0                   |  |
|  |             |             |           |             | Serbien U18         | 0                   |  |
|  |             |             |           |             | Turkiet U18         | 3                   |  |

#### Resultat
| Datum    | Mellan                    | Resultat | Set   | Set   | Set   | Set   | Set   | Poäng totalt | Speltid | Åskådare |
| Datum    | Mellan                    | Resultat | 1     | 2     | 3     | 4     | 5     | Poäng totalt | Speltid | Åskådare |
| -------- | ------------------------- | -------- | ----- | ----- | ----- | ----- | ----- | ------------ | ------- | -------- |
| 06-04-13 | Italien U18 - Serbien U18 | 3 - 1    | 25:21 | 18:25 | 25:20 | 25:13 |       | 93 - 79      | 1h:42   | 500      |
| 06-04-13 | Turkiet U18 - Polen U18   | 2 - 3    | 23:25 | 17:25 | 25:19 | 25:21 | 11:15 | 101 - 105    | 2h:02   | 900      |
| 07-04-13 | Serbien U18 - Turkiet U18 | 0 - 3    | 22:25 | 23:25 | 15:25 |       |       | 60 - 75      | 1h:16   | 600      |
| 07-04-13 | Italien U18 - Polen U18   | 2 - 3    | 25:21 | 25:17 | 19:25 | 25:27 | 16:18 | 110 - 108    | 1h:58   |          |

### Spel om plats 5-8
|  | Matcher om plats 5-8 | Matcher om plats 5-8 |               |              | Match om 5:e plasts | Match om 5:e plasts |  |
|  |                      |                      |               |              |                     |                     |  |
|  | Grekland U18         | 3                    |               |              |                     |                     |  |
|  | Grekland U18         | 3                    |               |              |                     |                     |  |
|  | Ryssland U18         | 0                    |               |              |                     |                     |  |
|  | Ryssland U18         | 0                    |               | Grekland U18 | 3                   |                     |  |
|  |                      |                      |               | Grekland U18 | 3                   |                     |  |
|  |                      |                      | Slovenien U18 | 2            |                     |                     |  |
|  | Tyskland U18         | 1                    | Slovenien U18 | 2            |                     |                     |  |
|  | Tyskland U18         | 1                    |               |              |                     |                     |  |
|  | Slovenien U18        | 3                    |               |              | Match om 7:e plasts | Match om 7:e plasts |  |
|  | Slovenien U18        | 3                    |               |              |                     |                     |  |
|  |                      |                      |               |              |                     |                     |  |
|  |                      |                      |               |              | Ryssland U18        | 2                   |  |
|  |                      |                      |               |              | Ryssland U18        | 2                   |  |
|  |                      |                      |               |              | Tyskland U18        | 3                   |  |

#### Resultat
| Datum    | Mellan                       | Resultat | Set   | Set   | Set   | Set   | Set   | Poäng totalt | Speltid | Åskådare |
| Datum    | Mellan                       | Resultat | 1     | 2     | 3     | 4     | 5     | Poäng totalt | Speltid | Åskådare |
| -------- | ---------------------------- | -------- | ----- | ----- | ----- | ----- | ----- | ------------ | ------- | -------- |
| 06-04-13 | Grekland U18 - Ryssland U18  | 3 - 0    | 25:21 | 25:21 | 25:21 |       |       | 75 - 63      | 1h:22   | 150      |
| 06-04-13 | Tyskland U18 - Slovenien U18 | 1 - 3    | 19:25 | 25:16 | 18:25 | 15:25 |       | 77 - 91      | 1h:36   | 100      |
| 07-04-13 | Ryssland U18 - Tyskland U18  | 2 - 3    | 24:26 | 23:25 | 25:22 | 25:22 | 9:15  | 106 - 110    | 2h:08   | 200      |
| 07-04-13 | Grekland U18 - Slovenien U18 | 3 - 2    | 25:21 | 25:17 | 24:26 | 17:25 | 15:10 | 106 - 99     | 1h:59   | 300      |

## Slutplacering
| Sluttabell | Lag               |
| ---------- | ----------------- |
|            | Polen U18         |
|            | Italien U18       |
|            | Turkiet U18       |
| 4          | Serbien U18       |
| 5          | Grekland U18      |
| 6          | Slovenien U18     |
| 7          | Tyskland U18      |
| 8          | Ryssland U18      |
| 9          | Nederländerna U18 |
| 10         | Tjeckien U18      |
| 11         | Frankrike U18     |
| 12         | Montenegro U18    |

## Individuella utmärkelser[2]
| Utmärkelse              | Namn                | Lag           |
| ----------------------- | ------------------- | ------------- |
| Mest värdefulla spelare | Anastasia Guerra    | Italien U18   |
| Bästa poängvinnare      | Anthī Vasilantōnakī | Grekland U18  |
| Bästa anfallare         | Pelin Aroguz        | Turkiet U18   |
| Bästa blockare          | Hande Baladın       | Turkiet U18   |
| Bästa servare           | Maja Aleksić        | Serbien U18   |
| Bästa passare           | Eva Mori            | Slovenien U18 |
| Bästa mottagare         | Pola Nowakowska     | Polen U18     |
| Bästa libero            | Marianna Maggipinto | Italien U18   |